# European Nations Cup 2004–2006
Der European Nations Cup 2004–2006 (ENC) war ein Rugby-Union-Wettbewerb für europäische Nationalmannschaften der zweiten und dritten Stärkeklasse, unterhalb der Six Nations. Es handelte sich um die 36. Ausgabe der Rugby-Union-Europameisterschaft. Beteiligt waren 33 Mannschaften, die in drei Divisionen eingeteilt waren. Der Wettbewerb diente gleichzeitig zur Ermittlung jener europäischen Teilnehmer der Weltmeisterschaft 2007, die nicht bereits qualifiziert waren (siehe dazu Qualifikation zur Rugby-WM 2007). Den Europameistertitel gewann zum achten Mal Rumänien.

## Modus
Das verwendete Punktesystem war in allen Divisionen wie folgt:
- 3 Punkte bei einem Sieg
- 2 Punkte bei einem Unentschieden
- 1 Punkte bei einer Niederlage
- 0 Punkte bei Forfaitniederlage

Bei Gleichstand gaben die Direktbegegnungen den Ausschlag.

## Division 1
|    | Land       | Spiele | Siege | Unent. | Ndlg. | Spiel- punkte | Diff. | Tabellen- punkte |
| -- | ---------- | ------ | ----- | ------ | ----- | ------------- | ----- | ---------------- |
| 1. | Rumänien   | 10     | 8     | 0      | 2     | 389:95        | + 294 | 26               |
| 2. | Georgien   | 10     | 8     | 0      | 2     | 353:125       | + 228 | 26               |
| 3. | Portugal   | 10     | 6     | 1      | 3     | 193:173       | + 20  | 23               |
| 4. | Russland   | 10     | 4     | 1      | 5     | 290:202       | + 88  | 19               |
| 5. | Tschechien | 10     | 3     | 0      | 7     | 165:296       | − 131 | 16               |
| 6. | Ukraine    | 10     | 0     | 0      | 10    | 57:556        | − 499 | 10               |

### Hinrunde
| 20. November 2004 | Russland                                                                 | 15 : 27        | Georgien | Junost-Stadion, Krasnodar Schiedsrichter: Franck Maciello (Frankreich) |
| 20. November 2004 | Versuche: Kasanzow Retschnjow Erhöhungen: Kasanzow Straftritte: Kasanzow | (8:12) Bericht | Versuche: Chamaschuridse Matschchaneli Schwelidse Sibsibadse Erhöhungen: Kiknadse Urdschukaschwili Dropgoals: Barkalaia | Junost-Stadion, Krasnodar Schiedsrichter: Franck Maciello (Frankreich) |

| 20. November 2004 | Ukraine        | 6 : 38         | Portugal                                                                                | Spartak-Stadion, Odessa Schiedsrichter: Stefano Mancini (Italien) |
| 20. November 2004 | Straftritte: 2 | (3:21) Bericht | Versuche: A. Cunha (2) S. Cunha Sousa V. Uva Erhöhungen: Tomé (2) Straftritte: Tomé (3) | Spartak-Stadion, Odessa Schiedsrichter: Stefano Mancini (Italien) |

| 27. November 2004 | Tschechien                               | 14 : 38        | Rumänien                                                                               | Stadion ragby Císařka, Prag Zuschauer: 2500 Schiedsrichter: Jean-Christophe Gastou (Frankreich) |
| 27. November 2004 | Versuche: Kubalek Straftritte: Kafka (3) | (6:26) Bericht | Versuche: Bălan (2) Dimofte Maftei Tudori Strafversuch Erhöhungen: Dumbravă Maftei (3) | Stadion ragby Císařka, Prag Zuschauer: 2500 Schiedsrichter: Jean-Christophe Gastou (Frankreich) |

| 5. Februar 2005 | Portugal                                                                            | 18 : 14        | Georgien                                                               | Estádio Universitário de Lisboa, Lissabon Schiedsrichter: Carlo Damasco (Italien) |
| 5. Februar 2005 | Versuche: Ferreira Sousa Erhöhungen: Malheiro Straftritte: Malheiro Dropgoals: Tomé | (11:3) Bericht | Versuche: Schwelidse Straftritte: Urdschukaschwili Dropgoals: Kiknadse | Estádio Universitário de Lisboa, Lissabon Schiedsrichter: Carlo Damasco (Italien) |

| 26. Februar 2005 15:00 GET (UTC+3) | Georgien | 65 : 0         | Ukraine | Boris-Paitschadse-Nationalstadion, Tiflis Zuschauer: 10.000 Schiedsrichter: Herve Dubes (Frankreich) |
| 26. Februar 2005 15:00 GET (UTC+3) | Versuche: A. Giorgadse Gorgodse Gugawa Kazadse Kiknadse Maisuradse Uruschadse (2) Sibibadse (2) Sirakaschwili Erhöhungen: Barkalaia (2) Kiknadse (3) | (29:0) Bericht |         | Boris-Paitschadse-Nationalstadion, Tiflis Zuschauer: 10.000 Schiedsrichter: Herve Dubes (Frankreich) |

| 26. Februar 2005 14:00 OEZ (UTC+2) | Rumänien                                                                                        | 33 : 10         | Russland                                                   | Stadionul UMT, Timișoara Zuschauer: 3000 Schiedsrichter: Didier Mené (Frankreich) |
| 26. Februar 2005 14:00 OEZ (UTC+2) | Versuche: Mavrodin Săuan Teodorescu (2) Tonița Erhöhungen: Dumbravă Straftritte: Dumbravă Tofan | (13:10) Bericht | Versuche: Uskow Erhöhungen: Sugrobow Straftritte: Sugrobow | Stadionul UMT, Timișoara Zuschauer: 3000 Schiedsrichter: Didier Mené (Frankreich) |

| 26. Februar 2005 15:00 WEZ (UTC±0) | Portugal                                                           | 19 : 13       | Tschechien                                    | Estádio Universitário de Lisboa, Lissabon Zuschauer: 5000 Schiedsrichter: Johan Meersman (Belgien) |
| 26. Februar 2005 15:00 WEZ (UTC±0) | Versuche: Carvalho Malheiro Strafversuch Erhöhungen: Leal Malheiro | (7:5) Bericht | Versuche: Rohlik Schlanger Straftritte: Kafka | Estádio Universitário de Lisboa, Lissabon Zuschauer: 5000 Schiedsrichter: Johan Meersman (Belgien) |

| 12. März 2005 | Georgien                                                                                      | 20 : 13       | Rumänien                                                 | Boris-Paitschadse-Nationalstadion, Tiflis Zuschauer: 30.000 Schiedsrichter: Giulio De Santis (Italien) |
| 12. März 2005 | Versuche: Labadse Sibsibadse Erhöhungen: Dschimscheladse (2) Straftritte: Dschimscheladse (2) | (6:6) Bericht | Versuche: Socol Erhöhungen: Tofan Straftritte: Tofan (2) | Boris-Paitschadse-Nationalstadion, Tiflis Zuschauer: 30.000 Schiedsrichter: Giulio De Santis (Italien) |

| 12. März 2005 14:00 MEZ (UTC+1) | Tschechien                                                                                            | 42 : 5         | Ukraine            | Stadion ragby Císařka, Prag Schiedsrichter: Jean-Pierre Pellaprat (Frankreich) |
| 12. März 2005 14:00 MEZ (UTC+1) | Versuche: Jagr Kafka Syrový Vondrášek 1 weiterer Spieler Erhöhungen: Kafka (4) Straftritte: Kafka (3) | (16:5) Bericht | Versuche: Melnykow | Stadion ragby Císařka, Prag Schiedsrichter: Jean-Pierre Pellaprat (Frankreich) |

| 19. März 2005 14:30 OEZ (UTC+2) | Rumänien | 97 : 0         | Ukraine | Complexul Sportiv Ghencea, Bukarest Schiedsrichter: Gérard Borreani (Frankreich) |
| 19. März 2005 14:30 OEZ (UTC+2) | Versuche: Bălan Brezoianu Curea Dumbravă Ghioc (2) Ion Mersoiu Săuan Teodorescu Tincu (2) Tofan (2) Tudori Erhöhungen: Curea Dumbravă (8) Tofan (2) | (47:0) Bericht |         | Complexul Sportiv Ghencea, Bukarest Schiedsrichter: Gérard Borreani (Frankreich) |

| 19. März 2005 | Tschechien                              | 11 : 7        | Russland                             | Stadion Josefa Kahouta, Prag Zuschauer: 1000 Schiedsrichter: Bernd Gabbei (Deutscher) |
| 19. März 2005 | Versuche: Rapant Straftritte: Kafka (2) | (3:0) Bericht | Versuche: Uskow Erhöhungen: Kasanzew | Stadion Josefa Kahouta, Prag Zuschauer: 1000 Schiedsrichter: Bernd Gabbei (Deutscher) |

| 4. Juni 2005 | Russland                                                          | 16 : 18         | Portugal                                                                 | Krasnojarsk Schiedsrichter: ? |
| 4. Juni 2005 | Versuche: Kasanzew Erhöhungen: Kasanzew Straftritte: Kasanzew (3) | (10:13) Bericht | Versuche: Aguilar Spachuk Erhöhungen: Malheiro Straftritte: Malheiro (2) | Krasnojarsk Schiedsrichter: ? |

| 11. Juni 2005 | Russland | 72 : 0 | Ukraine | Monino-Stadion, Moskau Schiedsrichter: Sean Mallon (Niederlande) |
| 11. Juni 2005 | Bericht  |        |         | Monino-Stadion, Moskau Schiedsrichter: Sean Mallon (Niederlande) |

| 11. Juni 2005 18:30 OESZ (UTC+3) | Rumänien                                             | 14 : 10        | Portugal                                            | Complexul Sportiv Ghencea, Bukarest Zuschauer: 700 Schiedsrichter: Stefano Mancini (Italien) |
| 11. Juni 2005 18:30 OESZ (UTC+3) | Versuche: Teodorescu Tonița Erhöhungen: Dumbravă (2) | (14:7) Bericht | Versuche: J. Uva Erhöhungen: Leal Straftritte: Leal | Complexul Sportiv Ghencea, Bukarest Zuschauer: 700 Schiedsrichter: Stefano Mancini (Italien) |

| 12. Juni 2005 | Georgien | 75 : 10        | Tschechien                                               | Kutaissi Schiedsrichter: Maurizio Mancini (Italien) |
| 12. Juni 2005 | Versuche: A. Giorgadse Gorgodse (3) Kwirikaschwili Matschchaneli Sedginidse Sibsibadse (2) Udessiani Uruschadse Erhöhungen: Urdschukaschwili (7) Straftritte: Urdschukaschwili (2) | (37:3) Bericht | Versuche: Vondrášek Erhöhungen: Kafka Straftritte: Kafka | Kutaissi Schiedsrichter: Maurizio Mancini (Italien) |

### Rückrunde
| 5. November 2005 | Ukraine                                  | 8 : 47         | Tschechien | Spartak-Stadion, Odessa Zuschauer: 700 Schiedsrichter: Hervé Dubes (Frankreich) |
| 5. November 2005 | Versuche: Zadvirni Dropgoals: Monastyrov | (8:13) Bericht | Versuche: Jursík Kafka (2) Rohlik Vokrouhlík Erhöhungen: Kafka (3) Straftritte: Kafka (4) 2 weitere Spieler Dropgoals: Kafka | Spartak-Stadion, Odessa Zuschauer: 700 Schiedsrichter: Hervé Dubes (Frankreich) |

| 12. November 2005 | Russland | 52 : 17        | Tschechien                           | Junost-Stadion, Krasnodar Zuschauer: 600 Schiedsrichter: Jean-Pierre Pellaprat (Frankreich) |
| 12. November 2005 | Versuche: Garbusow K. Kuschnarjow J. Kuschnarjow Kusin Nowikow Prischtschepenko Woytow Erhöhungen: J. Kuschnarjow Nowikow (3) Straftritte: J. Kuschnarjow Nowikow (2) | (37:7) Bericht | Versuche: Buryánek Erhöhungen: Kafka | Junost-Stadion, Krasnodar Zuschauer: 600 Schiedsrichter: Jean-Pierre Pellaprat (Frankreich) |

| 4. Februar 2006 | Georgien | 46 : 19        | Russland                                                          | Boris-Paitschadse-Nationalstadion, Tiflis Zuschauer: 20.000 Schiedsrichter: Jean-Pierre Matheu (Frankreich) |
| 4. Februar 2006 | Versuche: A. Giorgadse Dschimscheladse Matschchaneli Samcharadse Udessiani (2) Erhöhungen: Sochadse Urdschukaschwili (4) Straftritte: Urdschukaschwili (2) | (27:9) Bericht | Versuche: Schukaylow Erhöhungen: Nowikow Straftritte: Nowikow (4) | Boris-Paitschadse-Nationalstadion, Tiflis Zuschauer: 20.000 Schiedsrichter: Jean-Pierre Matheu (Frankreich) |

| 25. Februar 2006 14:00 OEZ (UTC+2) | Rumänien                                                                              | 35 : 10        | Georgien                                                                      | Complexul Sportiv Ghencea, Bukarest Schiedsrichter: Timothy Hayes (Wales) |
| 25. Februar 2006 14:00 OEZ (UTC+2) | Versuche: Dumbravă Mitu Socol Tonița Erhöhungen: Mitu (2) Tofan Straftritte: Mitu (3) | (13:3) Bericht | Versuche: Maisuradse Erhöhungen: Dschimscheladse Straftritte: Dschimscheladse | Complexul Sportiv Ghencea, Bukarest Schiedsrichter: Timothy Hayes (Wales) |

| 25. Februar 2006 | Portugal      | 19 : 19 | Russland | Estádio Universitário de Lisboa, Lissabon Schiedsrichter: Timothy Beddow (England) |
| 25. Februar 2006 | (9:6) Bericht |         |          | Estádio Universitário de Lisboa, Lissabon Schiedsrichter: Timothy Beddow (England) |

| 11. März 2006 | Georgien | 40 : 0         | Portugal | Boris-Paitschadse-Nationalstadion, Tiflis Zuschauer: 20.000 Schiedsrichter: Franck Maciello (Frankreich) |
| 11. März 2006 | Versuche: Datunaschwili Gorgodse Matschchaneli (2) Segdinidse Erhöhungen: Urdschukaschwili (3) Straftritte: Urdschukaschwili (3) | (22:0) Bericht |          | Boris-Paitschadse-Nationalstadion, Tiflis Zuschauer: 20.000 Schiedsrichter: Franck Maciello (Frankreich) |

| 11. März 2006 | Tschechien          | 3 : 50         | Rumänien | La Teste Schiedsrichter: Stefano Mancini (Italien) |
| 11. März 2006 | Straftritte: Tomčík | (3:24) Bericht | Versuche: Brezoianu (2) Corodeanu (2) Dimofte Fercu Popescu Teodorescu Erhöhungen: Calafeteanu (2) Tofan (3) | La Teste Schiedsrichter: Stefano Mancini (Italien) |

| 18. März 2006 | Portugal           | 3 : 27         | Rumänien                                                                                   | Estádio Universitário de Lisboa, Lissabon Schiedsrichter: Peter Fitzgibbon (Irland) |
| 18. März 2006 | Straftritte: Pinto | (3:14) Bericht | Versuche: Dimofte Manta Teodorescu Toderașc Erhöhungen: Dumbravă (2) Straftritte: Dumbravă | Estádio Universitário de Lisboa, Lissabon Schiedsrichter: Peter Fitzgibbon (Irland) |

| 29. April 2006 | Ukraine             | 12 : 32        | Georgien | Spartak-Stadion, Odessa Schiedsrichter: Maurizio Vancini (Italien) |
| 29. April 2006 | Straftritte: Liubiy | (6:13) Bericht | Versuche: Datunaschwili Maisuradse Schkinin Strafversuch Erhöhungen: Dschimscheladse (3) Straftritte: Dschimscheladse (2) | Spartak-Stadion, Odessa Schiedsrichter: Maurizio Vancini (Italien) |

| 13. Mai 2006 | Portugal                                                                                         | 52 : 14        | Ukraine                                          | Estádio Universitário de Lisboa, Lissabon Schiedsrichter: Paolo Ventura (Italien) |
| 13. Mai 2006 | Versuche: Coutinho d’Orey Mota Pinto Portela Sousa V. Uva (2) Erhöhungen: Malheiro (4) Pinto (2) | (19:7) Bericht | Versuche: Tsapenko Tserkovniy Erhöhungen: Liubiy | Estádio Universitário de Lisboa, Lissabon Schiedsrichter: Paolo Ventura (Italien) |

| 20. Mai 2006 | Tschechien                   | 10 : 18        | Portugal                                                                 | Stadion Josefa Kahouta, Prag Zuschauer: 1500 Schiedsrichter: Giulio De Santis (Italien) |
| 20. Mai 2006 | Versuche: Macháček Vondrášek | (0:11) Bericht | Versuche: Coutinho V. Uva Erhöhungen: Malheiro Straftritte: Malheiro (2) | Stadion Josefa Kahouta, Prag Zuschauer: 1500 Schiedsrichter: Giulio De Santis (Italien) |

| 27. Mai 2006 | Ukraine                                        | 12 : 55        | Russland | Kiew Schiedsrichter: Graeme Hannah (Schottland) |
| 27. Mai 2006 | Versuche: Monastyrow Umarow Erhöhungen: Liubiy | (0:12) Bericht | Versuche: Garbusow Gwosdowsky Chrochin Kusin Prischtschepenko Schakirow (2) Trischin Woytow Erhöhungen: Kljutschnikow (2) Nowikow (3) | Kiew Schiedsrichter: Graeme Hannah (Schottland) |

| 3. Juni 2006 | Ukraine | 0 : 58         | Rumänien | Kiew Schiedsrichter: Mauro Dordolo (Italien) |
| 3. Juni 2006 |         | (0:34) Bericht | Versuche: Dumitraș Fercu (2) Gontineac Popescu (3) Sîrbu Teodorescu (2) Erhöhungen: Dumitraș (2) Vlaicu (2) | Kiew Schiedsrichter: Mauro Dordolo (Italien) |

| 10. Juni 2006 16:00 OMST (UTC+6) | Russland                                                                                      | 25 : 24         | Rumänien                                                                        | Krasnojarsk Schiedsrichter: Hervé Dubes (Frankreich) |
| 10. Juni 2006 16:00 OMST (UTC+6) | Versuche: Gratschow Ignatow Prischtschepenko Erhöhungen: Nowikow (2) Straftritte: Nowikow (2) | (13:15) Bericht | Versuche: Brezoianu (2) Erhöhungen: Dumitraș Straftritte: Dumbravă (3) Dumitraș | Krasnojarsk Schiedsrichter: Hervé Dubes (Frankreich) |

| 10. Juni 2006 16:30 MESZ | Tschechien          | 3 : 24        | Georgien | Stadion Josefa Kahouta, Prag Zuschauer: 1000 Schiedsrichter: Colin Stanley (Irland) |
| 10. Juni 2006 16:30 MESZ | Straftritte: Tomčík | (0:7) Bericht | Versuche: I. Giorgadse Gorgodse (2) Erhöhungen: Elisbaraschwili Dschimscheladse (2) Dropgoals: I. Giorgadse | Stadion Josefa Kahouta, Prag Zuschauer: 1000 Schiedsrichter: Colin Stanley (Irland) |

## Division 2

### Erste Phase
Gruppe A
|    | Land      | Spiele | Siege | Unent. | Ndlg. | Spiel- punkte | Diff. | Tabellen- punkte |
| -- | --------- | ------ | ----- | ------ | ----- | ------------- | ----- | ---------------- |
| 1. | Spanien   | 4      | 3     | 1      | 0     | 201:55        | + 146 | 11               |
| 2. | Kroatien  | 4      | 3     | 1      | 0     | 115:54        | + 61  | 11               |
| 3. | Andorra   | 4      | 2     | 0      | 2     | 88:75         | + 13  | 8                |
| 4. | Slowenien | 4      | 1     | 0      | 3     | 58:141        | − 83  | 6                |
| 5. | Ungarn    | 4      | 0     | 0      | 4     | 40:177        | − 137 | 4                |

| 23. Oktober 2004 | Ungarn | 16 : 29 | Andorra | Vasas-Stadion, Esztergom |
| 23. Oktober 2004 |        |         |         | Vasas-Stadion, Esztergom |

| 23. Oktober 2004 | Kroatien | 27 : 6 | Slowenien | Stadion Stari plac, Split |
| 23. Oktober 2004 |          |        |           | Stadion Stari plac, Split |

| 6. November 2004 | Slowenien | 41 : 0 | Ungarn | Stadion Oval, Ljubljana |
| 6. November 2004 |           |        |        | Stadion Oval, Ljubljana |

| 21. November 2004 | Kroatien | 18 : 7 | Andorra | Stadion Metalac, Sisak |
| 21. November 2004 |          |        |         | Stadion Metalac, Sisak |

| 21. November 2004 | Spanien | 63 : 9 | Ungarn | Estadio Nacional Universidad Complutense, Madrid |
| 21. November 2004 |         |        |        | Estadio Nacional Universidad Complutense, Madrid |

| 13. Februar 2005 | Andorra | 14 : 36 | Spanien | Camp del Consell, Andorra la Vella |
| 13. Februar 2005 |         |         |         | Camp del Consell, Andorra la Vella |

| 27. März 2005 | Slowenien | 6 : 76 | Spanien | Stadion Oval, Ljubljana |
| 27. März 2005 |           |        |         | Stadion Oval, Ljubljana |

| 10. April 2005 | Spanien | 26 : 26 | Kroatien | Estadio de La Cartuja, Sevilla |
| 10. April 2005 |         |         |          | Estadio de La Cartuja, Sevilla |

| 23. April 2005 | Ungarn | 15 : 44 | Kroatien | Budapest |
| 23. April 2005 |        |         |          | Budapest |

| 30. April 2005 | Andorra | 38 : 5 | Slowenien | Camp del Consell, Andorra la Vella |
| 30. April 2005 |         |        |           | Camp del Consell, Andorra la Vella |

Gruppe B
|    | Land        | Spiele | Siege | Unent. | Ndlg. | Spiel- punkte | Diff. | Tabellen- punkte |
| -- | ----------- | ------ | ----- | ------ | ----- | ------------- | ----- | ---------------- |
| 1. | Deutschland | 4      | 4     | 0      | 0     | 248:27        | + 221 | 12               |
| 2. | Moldau      | 4      | 2     | 0      | 2     | 120:63        | + 57  | 8                |
| 3. | Dänemark    | 4      | 2     | 0      | 2     | 33:84         | − 51  | 8                |
| 4. | Österreich  | 4      | 2     | 0      | 2     | 42:121        | − 79  | 8                |
| 5. | Luxemburg   | 4      | 0     | 0      | 4     | 20:168        | − 148 | 4                |

| 30. Oktober 2004 | Dänemark | 11 : 20 | Moldau | Odense Atletikstadion, Odense |
| 30. Oktober 2004 |          |         |        | Odense Atletikstadion, Odense |

| 13. November 2004 | Moldau | 18 : 27 | Deutschland | Nationalstadion, Chișinău |
| 13. November 2004 |        |         |             | Nationalstadion, Chișinău |

| 13. November 2004 | Luxemburg | 5 : 6 | Dänemark | Josy-Barthel-Stadion, Luxemburg |
| 13. November 2004 |           |       |          | Josy-Barthel-Stadion, Luxemburg |

| 27. November 2004 | Deutschland | 96 : 0 | Luxemburg | Fritz-Grunebaum-Sportpark, Heidelberg |
| 27. November 2004 |             |        |           | Fritz-Grunebaum-Sportpark, Heidelberg |

| 2. April 2005 | Deutschland | 56 : 0 | Dänemark | Fritz-Grunebaum-Sportpark, Heidelberg |
| 2. April 2005 |             |        |          | Fritz-Grunebaum-Sportpark, Heidelberg |

| 9. April 2005 | Dänemark | 16 : 3 | Österreich | Kopenhagen |
| 9. April 2005 |          |        |            | Kopenhagen |

| 16. April 2005 | Moldau | 55 : 6 | Luxemburg | Nationalstadion, Chișinău |
| 16. April 2005 |        |        |           | Nationalstadion, Chișinău |

| 23. April 2005 | Österreich | 9 : 69 | Deutschland | Stadion Hohe Warte, Wien |
| 23. April 2005 |            |        |             | Stadion Hohe Warte, Wien |

| 30. April 2005 | Österreich | 19 : 7 | Moldau | Stadion Hohe Warte, Wien |
| 30. April 2005 |            |        |        | Stadion Hohe Warte, Wien |

| 7. Mai 2005 | Luxemburg | 9 : 11 | Österreich | Josy-Barthel-Stadion, Luxemburg |
| 7. Mai 2005 |           |        |            | Josy-Barthel-Stadion, Luxemburg |

Gruppe C
|    | Land        | Spiele | Siege | Unent. | Ndlg. | Spiel- punkte | Diff. | Tabellen- punkte |
| -- | ----------- | ------ | ----- | ------ | ----- | ------------- | ----- | ---------------- |
| 1. | Belgien     | 4      | 4     | 0      | 0     | 95:46         | + 49  | 12               |
| 2. | Niederlande | 4      | 3     | 0      | 1     | 133:53        | + 80  | 10               |
| 3. | Schweden    | 4      | 2     | 0      | 2     | 76:98         | − 22  | 8                |
| 4. | Lettland    | 4      | 1     | 0      | 3     | 63:103        | − 40  | 6                |
| 5. | Litauen     | 4      | 0     | 0      | 4     | 56:123        | − 67  | 4                |

| 23. Oktober 2004 | Lettland | 18 : 20 | Schweden | Jāņa Daliņa stadions, Valmiera |
| 23. Oktober 2004 |          |         |          | Jāņa Daliņa stadions, Valmiera |

| 30. Oktober 2004 | Belgien | 23 : 16 | Lettland | Stade des Trois Tilleuls, Watermael-Boitsfort |
| 30. Oktober 2004 |         |         |          | Stade des Trois Tilleuls, Watermael-Boitsfort |

| 31. Oktober 2004 | Schweden | 32 : 20 | Litauen | Helsingborg |
| 31. Oktober 2004 |          |         |         | Helsingborg |

| 9. April 2005 | Litauen | 13 : 21 | Belgien | Jurbarkas |
| 9. April 2005 |         |         |         | Jurbarkas |

| 16. April 2005 | Belgien | 15 : 10 | Niederlande | Visé |
| 16. April 2005 |         |         |             | Visé |

| 23. April 2005 | Niederlande | 24 : 17 | Schweden | NRCA, Amsterdam |
| 23. April 2005 |             |         |          | NRCA, Amsterdam |

| 30. April 2005 | Schweden | 7 : 36 | Belgien | Kristinebergs idrottsplats, Stockholm |
| 30. April 2005 |          |        |         | Kristinebergs idrottsplats, Stockholm |

| 30. April 2005 | Lettland | 19 : 12 | Litauen | Latvijas Universitātes stadions, Riga |
| 30. April 2005 |          |         |         | Latvijas Universitātes stadions, Riga |

| 7. Mai 2005 | Niederlande | 48 : 10 | Lettland | NRCA, Amsterdam |
| 7. Mai 2005 |             |         |          | NRCA, Amsterdam |

| 14. Mai 2005 | Litauen | 11 : 51 | Niederlande | Klaipėda |
| 14. Mai 2005 |         |         |             | Klaipėda |

Gruppe D
|    | Land                   | Spiele | Siege | Unent. | Ndlg. | Spiel- punkte | Diff. | Tabellen- punkte |
| -- | ---------------------- | ------ | ----- | ------ | ----- | ------------- | ----- | ---------------- |
| 1. | Polen                  | 4      | 4     | 0      | 0     | 125:49        | + 76  | 12               |
| 2. | Serbien und Montenegro | 4      | 2     | 1      | 1     | 79:52         | + 27  | 9                |
| 3. | Malta                  | 4      | 2     | 0      | 2     | 66:85         | − 19  | 8                |
| 4. | Schweiz                | 4      | 1     | 1      | 2     | 77:51         | + 26  | 7                |
| 5. | Bulgarien              | 4      | 0     | 0      | 4     | 38:148        | − 110 | 4                |

| 2. Oktober 2004 | Polen | 20 : 15 | Schweiz | Gdynia |
| 2. Oktober 2004 |       |         |         | Gdynia |

| 16. Oktober 2004 | Schweiz | 8 : 17 | Malta | Stade d’Athénaz, Avusy |
| 16. Oktober 2004 |         |        |       | Stade d’Athénaz, Avusy |

| 6. November 2004 | Malta | 13 : 38 | Polen | Marsa Sports Complex, Marsa, Marsa |
| 6. November 2004 |       |         |       | Marsa Sports Complex, Marsa, Marsa |

| 13. November 2004 | Serbien und Montenegro | 33 : 10 | Bulgarien | Lazarevac |
| 13. November 2004 |                        |         |           | Lazarevac |

| 12. März 2005 | Schweiz | 43 : 3 | Bulgarien | Centre sportif de Colovray, Nyon |
| 12. März 2005 |         |        |           | Centre sportif de Colovray, Nyon |

| 19. März 2005 | Serbien und Montenegro | 11 : 11 | Schweiz | Belgrad |
| 19. März 2005 |                        |         |         | Belgrad |

| 9. April 2005 | Malta | 17 : 24 | Serbien und Montenegro | Marsa Sports Complex, Marsa, Marsa |
| 9. April 2005 |       |         |                        | Marsa Sports Complex, Marsa, Marsa |

| 16. April 2005 | Bulgarien | 15 : 23 | Malta | Nationale Sportakademie „Wassil Lewski“, Sofia |
| 16. April 2005 |           |         |       | Nationale Sportakademie „Wassil Lewski“, Sofia |

| 23. April 2005 | Bulgarien | 10 : 49 | Polen | Nationale Sportakademie „Wassil Lewski“, Sofia |
| 23. April 2005 |           |         |       | Nationale Sportakademie „Wassil Lewski“, Sofia |

| 7. Mai 2005 | Polen | 18 : 11 | Serbien und Montenegro | Stadion Miejski im. Władysława Króla, Łódź |
| 7. Mai 2005 |       |         |                        | Stadion Miejski im. Władysława Króla, Łódź |

Play-off der Drittplatzierten
| 21. Mai 2005 | Dänemark | 12 : 3 | Malta | Odense Atletikstadion, Odense |
| 21. Mai 2005 |          |        |       | Odense Atletikstadion, Odense |

| 28. Mai 2005 | Andorra | 30 : 20 | Schweden | Foix |
| 28. Mai 2005 |         |         |          | Foix |

| 28. Mai 2005 | Malta | 28 : 18 | Dänemark | Marsa Sports Complex, Marsa, Marsa |
| 28. Mai 2005 |       |         |          | Marsa Sports Complex, Marsa, Marsa |

| 4. Juni 2005 | Schweden | 14 : 10 | Andorra | Vanersborg Rugby Club, Vänersborg |
| 4. Juni 2005 |          |         |         | Vanersborg Rugby Club, Vänersborg |

Dänemark und Schweden wurden für die Jahre 2005 und 2006 in die Division 3 zurückversetzt.

### Zweite Phase
Die zweite Division der Europameisterschaft 2005/06 diente auch als zweite Runde der europäischen Qualifikation für die Weltmeisterschaft 2007.
Gruppe A
|    | Land        | Spiele | Siege | Unent. | Ndlg. | Spiel- punkte | Diff. | Tabellen- punkte |
| -- | ----------- | ------ | ----- | ------ | ----- | ------------- | ----- | ---------------- |
| 1. | Spanien     | 4      | 4     | 0      | 0     | 163:32        | + 131 | 12               |
| 2. | Moldau      | 4      | 3     | 0      | 1     | 87:96         | − 9   | 10               |
| 3. | Niederlande | 4      | 2     | 0      | 2     | 113:74        | + 39  | 8                |
| 4. | Polen       | 4      | 1     | 0      | 3     | 63:131        | − 68  | 6                |
| 5. | Andorra     | 4      | 0     | 0      | 4     | 30:123        | − 93  | 4                |

| 29. Oktober 2005 | Polen | 18 : 14 | Andorra | Sopot |
| 29. Oktober 2005 |       |         |         | Sopot |

| 12. November 2005 | Spanien | 68 : 12 | Polen | Madrid |
| 12. November 2005 |         |         |       | Madrid |

| 12. November 2005 | Moldau | 30 : 27 | Niederlande | Nationalstadion, Chișinău |
| 12. November 2005 |        |         |             | Nationalstadion, Chișinău |

| 19. November 2005 | Moldau | 7 : 40 | Spanien | Nationalstadion, Chișinău |
| 19. November 2005 |        |        |         | Nationalstadion, Chișinău |

| 26. November 2005 | Niederlande | 51 : 0 | Andorra | Amsterdam |
| 26. November 2005 |             |        |         | Amsterdam |

| 11. März 2006 | Andorra | 0 : 31 | Spanien | Camp del Consell, Andorra la Vella |
| 11. März 2006 |         |        |         | Camp del Consell, Andorra la Vella |

| 8. April 2006 | Polen | 13 : 27 | Moldau | Sochaczew |
| 8. April 2006 |       |         |        | Sochaczew |

| 22. April 2006 | Niederlande | 22 : 20 | Polen | Amsterdam |
| 22. April 2006 |             |         |       | Amsterdam |

| 29. April 2006 | Spanien | 24 : 13 | Niederlande | Madrid |
| 29. April 2006 |         |         |             | Madrid |

| 6. Mai 2006 | Andorra | 16 : 23 | Moldau | Camp del Consell, Andorra la Vella |
| 6. Mai 2006 |         |         |        | Camp del Consell, Andorra la Vella |

Gruppe B
|    | Land                   | Spiele | Siege | Unent. | Ndlg. | Spiel- punkte | Diff. | Tabellen- punkte |
| -- | ---------------------- | ------ | ----- | ------ | ----- | ------------- | ----- | ---------------- |
| 1. | Deutschland            | 4      | 4     | 0      | 0     | 209:30        | + 179 | 12               |
| 2. | Belgien                | 4      | 3     | 0      | 1     | 101:68        | + 33  | 10               |
| 3. | Malta                  | 4      | 2     | 0      | 2     | 42:85         | − 43  | 8                |
| 4. | Kroatien               | 4      | 1     | 0      | 3     | 76:86         | − 10  | 6                |
| 5. | Serbien und Montenegro | 4      | 0     | 0      | 4     | 27:186        | − 159 | 4                |

| 8. Oktober 2005 | Kroatien | 26 : 9 | Serbien und Montenegro | Stadion Stari plac, Split |
| 8. Oktober 2005 |          |        |                        | Stadion Stari plac, Split |

| 29. Oktober 2005 | Belgien | 26 : 20 | Kroatien | Petit Heysel, Brüssel |
| 29. Oktober 2005 |         |         |          | Petit Heysel, Brüssel |

| 29. Oktober 2005 | Malta | 0 : 43 | Deutschland | Hibernians Football Ground, Paola |
| 29. Oktober 2005 |       |        |             | Hibernians Football Ground, Paola |

| 5. November 2005 | Serbien und Montenegro | 3 : 16 | Malta | Pančevo |
| 5. November 2005 |                        |        |       | Pančevo |

| 11. November 2005 | Deutschland | 108 : 0 | Serbien und Montenegro | Heidelberg |
| 11. November 2005 |             |         |                        | Heidelberg |

| 8. April 2006 | Serbien und Montenegro | 15 : 36 | Belgien | Belgrad |
| 8. April 2006 |                        |         |         | Belgrad |

| 15. April 2006 | Malta | 26 : 15 | Kroatien | Hibernians Football Ground, Paola |
| 15. April 2006 |       |         |          | Hibernians Football Ground, Paola |

| 22. April 2006 | Kroatien | 15 : 25 | Deutschland | Stadion Poljud, Zagreb |
| 22. April 2006 |          |         |             | Stadion Poljud, Zagreb |

| 22. April 2006 | Belgien | 24 : 0 | Malta | Petit Heysel, Brüssel |
| 22. April 2006 |         |        |       | Petit Heysel, Brüssel |

| 29. April 2006 | Deutschland | 33 : 15 | Belgien | Rudolf-Kalweit-Stadion, Hannover |
| 29. April 2006 |             |         |         | Rudolf-Kalweit-Stadion, Hannover |

Finalrunde
| 13. Mai 2006 | Deutschland | 18 : 6 | Spanien | Fritz-Grunebaum-Sportpark, Heidelberg |
| 13. Mai 2006 |             |        |         | Fritz-Grunebaum-Sportpark, Heidelberg |

| 28. Mai 2006 | Spanien | 36 : 10 | Deutschland | Estadio Nacional Universidad Complutense, Madrid |
| 28. Mai 2006 |         |         |             | Estadio Nacional Universidad Complutense, Madrid |

Belgien, Moldawien und die Niederlande stiegen in die A-Gruppe der zweiten Division 2006/08 auf, Polen, Kroatien, Malta und Andorra in die B-Gruppe desselben Wettbewerbs, während Serbien und Montenegro in die dritte Division 2006/08 abstieg.
Spanien und Deutschland, die Sieger ihrer jeweiligen Gruppen, wurden zu den Aufstiegs-Play-offs zugelassen, deren Sieger in den folgenden zwei Jahren in die erste Division aufstieg und sich für die vorletzte europäische Qualifikationsrunde der Weltmeisterschaft 2007 qualifizierte, während die unterlegene Mannschaft in der Gruppe A der zweiten Division spielte.

## Division 3

### Erste Phase
Die dritte Division 2004/05 entsprach der ersten Runde der europäischen Qualifikation für die Weltmeisterschaft 2007. Sie wurde in K.o.-Begegnungen zwischen acht Mannschaften ausgetragen, von denen vier in der Saison 2005/06 in die zweite und vier in die dritte Division einzogen. Andorra, Österreich, Bulgarien und Litauen spielten 2004/05 in der zweiten Division, während Bosnien und Herzegowina, Finnland, Israel und Norwegen 2005/06 in die dritte Division versetzt wurden.
| 4. September 2004 | Andorra | 76 : 3 | Norwegen | Camp del Consell, Andorra la Vella |
| 4. September 2004 |         |        |          | Camp del Consell, Andorra la Vella |

| 18. September 2004 | Finnland | 3 : 42 | Bulgarien | Myllypuro-Sportpark, Helsinki |
| 18. September 2004 |          |        |           | Myllypuro-Sportpark, Helsinki |

| 18. September 2004 | Norwegen | 9 : 23 | Andorra | Fana-Stadion, Bergen |
| 18. September 2004 |          |        |         | Fana-Stadion, Bergen |

| 25. September 2004 | Bosnien und Herzegowina | 10 : 29 | Österreich | Bilino Polje, Zenica |
| 25. September 2004 |                         |         |            | Bilino Polje, Zenica |

| 16. Oktober 2004 | Österreich | 12 : 7 | Bosnien und Herzegowina | Stadion Hohe Warte, Wien |
| 16. Oktober 2004 |            |        |                         | Stadion Hohe Warte, Wien |

| 16. Oktober 2004 | Israel | 0 : 53 | Litauen | Raʿanana |
| 16. Oktober 2004 |        |        |         | Raʿanana |

| 23. Oktober 2004 | Litauen | 60 : 7 | Israel | Zentralstadion, Kaunas |
| 23. Oktober 2004 |         |        |        | Zentralstadion, Kaunas |

| 30. Oktober 2004 | Bulgarien | 50 : 3 | Finnland | Nationale Sportakademie „Wassil Lewski“, Sofia |
| 30. Oktober 2004 |           |        |          | Nationale Sportakademie „Wassil Lewski“, Sofia |

### Zweite Phase
Die vier Verlierer der dritten Division 2004/05, die zehn Absteiger aus der zweiten Division 2004/05 sowie Armenien, Aserbaidschan und Griechenland, die gerade der FIRA-AER beigetreten waren, wurden dieser Division zugeteilt. Diese wiederum war, je nach Stärke der Mannschaft, weiter unterteilt.
Die Division 3A bestand aus den fünf besten Mannschaften, die in der zweiten Qualifikationsrunde der Weltmeisterschaft 2007 ausgeschieden waren; die anderen ausgeschiedenen Mannschaften, Bosnien und Herzegowina und Israel, spielten gegen Armenien und Aserbaidschan, um die Mannschaften zu ermitteln, die in die Divisionen 3C bzw. 3D eingeteilt wurden. Griechenland startete zusammen mit Finnland in der letzten Division, 3D.

#### Play-offs Divisionen 3B/3C
Erste Runde
| 16. April 2005 | Bosnien und Herzegowina | 36 : 17 | Aserbaidschan | Bilino Polje, Zenica |
| 16. April 2005 |                         |         |               | Bilino Polje, Zenica |

| 30. April 2005 | Aserbaidschan | 11 : 8 | Bosnien und Herzegowina | Baku |
| 30. April 2005 |               |        |                         | Baku |

| 7. Mai 2005 | Israel | 15 : 47 | Armenien | Wingate-Stadion, Netanja |
| 7. Mai 2005 |        |         |          | Wingate-Stadion, Netanja |

| Mai 2005 | Armenien | 31 : 12 | Israel | Jerewan |
| Mai 2005 |          |         |        | Jerewan |

Zweite Runde
| 24. September 2005 | Ungarn | 56 : 9 | Bosnien und Herzegowina | Vasas-Stadion, Esztergom |
| 24. September 2005 |        |        |                         | Vasas-Stadion, Esztergom |

| 1. Oktober 2005 | Luxemburg | 12 : 39 | Armenien | Josy-Barthel-Stadion, Luxemburg |
| 1. Oktober 2005 |           |         |          | Josy-Barthel-Stadion, Luxemburg |

- Armenien und Ungarn in die Division 3B
- Bosnien und Herzegowina, Israel und Luxemburg in die Division 3C

#### Division 3A
|    | Land       | Spiele | Siege | Unent. | Ndlg. | Spiel- punkte | Diff. | Tabellen- punkte |
| -- | ---------- | ------ | ----- | ------ | ----- | ------------- | ----- | ---------------- |
| 1. | Lettland   | 4      | 4     | 0      | 0     | 86:18         | + 68  | 12               |
| 2. | Schweden   | 4      | 3     | 0      | 1     | 67:28         | + 39  | 10               |
| 3. | Schweiz    | 4      | 1     | 0      | 3     | 34:87         | − 53  | 8                |
| 4. | Dänemark   | 4      | 1     | 0      | 3     | 24:37         | − 13  | 6                |
| 5. | Österreich | 4      | 1     | 0      | 3     | 18:59         | − 41  | 4                |

| 22. Oktober 2005 | Lettland | 18 : 5 | Schweden | Jāņa Daliņa stadions, Valmiera |
| 22. Oktober 2005 |          |        |          | Jāņa Daliņa stadions, Valmiera |

| 5. November 2005 | Schweden | 16 : 4 | Dänemark | Helsingborg |
| 5. November 2005 |          |        |          | Helsingborg |

| 26. November 2005 | Lettland | 42 : 6 | Schweiz | Latvijas Universitātes stadions, Riga |
| 26. November 2005 |          |        |         | Latvijas Universitātes stadions, Riga |

| 3. Dezember 2005 | Schweiz | 8 : 7 | Dänemark | Stade d’Athénaz, Avusy |
| 3. Dezember 2005 |         |       |          | Stade d’Athénaz, Avusy |

| 1. April 2006 | Dänemark | 0 : 8 | Lettland | Odense Atletikstadion, Odense |
| 1. April 2006 |          |       |          | Odense Atletikstadion, Odense |

| 8. April 2006 | Dänemark | 13 : 5 | Österreich | Fredericia |
| 8. April 2006 |          |        |            | Fredericia |

| 22. April 2006 | Schweden | 35 : 3 | Schweiz | Göteborg |
| 22. April 2006 |          |        |         | Göteborg |

| 29. April 2006 | Österreich | 3 : 11 | Schweden | Stadion Hohe Warte, Wien |
| 29. April 2006 |            |        |          | Stadion Hohe Warte, Wien |

| 6. Mai 2006 | Österreich | 3 : 17 | Schweiz | Stadion Hohe Warte, Wien |
| 6. Mai 2006 |            |        |         | Stadion Hohe Warte, Wien |

| 20. Mai 2006 | Lettland | 18 : 7 | Österreich | Latvijas Universitātes stadions, Riga |
| 20. Mai 2006 |          |        |            | Latvijas Universitātes stadions, Riga |

#### Division 3B
|    | Land      | Spiele | Siege | Unent. | Ndlg. | Spiel- punkte | Diff. | Tabellen- punkte |
| -- | --------- | ------ | ----- | ------ | ----- | ------------- | ----- | ---------------- |
| 1. | Armenien  | 4      | 4     | 0      | 0     | 141:42        | + 99  | 12               |
| 2. | Ungarn    | 4      | 2     | 0      | 2     | 67:64         | + 3   | 10               |
| 3. | Litauen   | 4      | 2     | 0      | 2     | 94:69         | + 25  | 8                |
| 4. | Bulgarien | 4      | 1     | 0      | 3     | 61:158        | − 97  | 6                |
| 5. | Slowenien | 4      | 1     | 0      | 3     | 54:84         | − 30  | 4                |

| 8. Oktober 2005 | Slowenien | 12 : 15 | Ungarn | Stadion Oval, Ljubljana |
| 8. Oktober 2005 |           |         |        | Stadion Oval, Ljubljana |

| 29. Oktober 2005 | Litauen | 65 : 12 | Bulgarien | Zentralstadion, Kaunas |
| 29. Oktober 2005 |         |         |           | Zentralstadion, Kaunas |

| 12. November 2005 | Armenien | 57 : 17 | Bulgarien | Jerewan |
| 12. November 2005 |          |         |           | Jerewan |

| 26. November 2005 | Bulgarien | 27 : 14 | Slowenien | Nationale Sportakademie „Wassil Lewski“, Sofia |
| 26. November 2005 |           |         |           | Nationale Sportakademie „Wassil Lewski“, Sofia |

| 22. April 2006 | Bulgarien | 5 : 22 | Ungarn | Nationale Sportakademie „Wassil Lewski“, Sofia |
| 22. April 2006 |           |        |        | Nationale Sportakademie „Wassil Lewski“, Sofia |

| 29. April 2006 | Ungarn | 13 : 24 | Armenien | Vasas-Stadion, Esztergom |
| 29. April 2006 |        |         |          | Vasas-Stadion, Esztergom |

| 6. Mai 2006 | Slowenien | 22 : 0 | Litauen | Stadion Oval, Ljubljana |
| 6. Mai 2006 |           |        |         | Stadion Oval, Ljubljana |

| 13. Mai 2006 | Armenien | 42 : 6 | Slowenien | Jerewan |
| 13. Mai 2006 |          |        |           | Jerewan |

| 27. Mai 2006 | Ungarn | 17 : 23 | Litauen | Budapest |
| 27. Mai 2006 |        |         |         | Budapest |

| 4. Juni 2006 | Litauen | 6 : 18 | Armenien | Šiauliai |
| 4. Juni 2006 |         |        |          | Šiauliai |

#### Division 3C
|    | Land                    | Spiele | Siege | Unent. | Ndlg. | Spiel- punkte | Diff. | Tabellen- punkte |
| -- | ----------------------- | ------ | ----- | ------ | ----- | ------------- | ----- | ---------------- |
| 1. | Norwegen                | 4      | 4     | 0      | 0     | 120:49        | + 71  | 12               |
| 2. | Luxemburg               | 4      | 3     | 0      | 1     | 78:38         | + 40  | 10               |
| 3. | Israel                  | 4      | 2     | 0      | 2     | 97:43         | + 54  | 8                |
| 4. | Bosnien und Herzegowina | 4      | 1     | 0      | 3     | 58:104        | − 46  | 6                |
| 5. | Aserbaidschan           | 4      | 0     | 0      | 4     | 20:139        | − 119 | 4                |

| 29. Oktober 2005 | Luxemburg | 19 : 3 | Israel | Josy-Barthel-Stadion, Luxemburg |
| 29. Oktober 2005 |           |        |        | Josy-Barthel-Stadion, Luxemburg |

| 29. Oktober 2005 | Norwegen | 43 : 3 | Aserbaidschan | Ekebergparken, Oslo |
| 29. Oktober 2005 |          |        |               | Ekebergparken, Oslo |

| 12. November 2005 | Bosnien und Herzegowina | 7 : 20 | Luxemburg | Bilino Polje, Zenica |
| 12. November 2005 |                         |        |           | Bilino Polje, Zenica |

| 12. November 2005 | Aserbaidschan | 7 : 37 | Israel | Baku |
| 12. November 2005 |               |        |        | Baku |

| 26. November 2006 | Israel | 15 : 17 | Norwegen | Tel Aviv |
| 26. November 2006 |        |         |          | Tel Aviv |

| 29. April 2006 | Aserbaidschan | 3 : 31 | Luxemburg | Baku |
| 29. April 2006 |               |        |           | Baku |

| 6. Mai 2006 | Luxemburg | 8 : 25 | Norwegen | Josy-Barthel-Stadion, Luxemburg |
| 6. Mai 2006 |           |        |          | Josy-Barthel-Stadion, Luxemburg |

| 6. Mai 2006 | Israel | 42 : 9 | Bosnien und Herzegowina | Wingate-Stadion, Netanja |
| 6. Mai 2006 |        |        |                         | Wingate-Stadion, Netanja |

| 14. Mai 2006 | Bosnien und Herzegowina | 28 : 7 | Aserbaidschan | Bilino Polje, Zenica |
| 14. Mai 2006 |                         |        |               | Bilino Polje, Zenica |

| 3. Juni 2006 | Norwegen | 35 : 23 | Bosnien und Herzegowina | Harald-Haarfagre-Marinebasis, Stavanger |
| 3. Juni 2006 |          |         |                         | Harald-Haarfagre-Marinebasis, Stavanger |

#### Division 3D
|    | Land         | Spiele | Siege | Unent. | Ndlg. | Spiel- punkte | Diff. | Tabellen- punkte |
| -- | ------------ | ------ | ----- | ------ | ----- | ------------- | ----- | ---------------- |
| 1. | Finnland     | 2      | 2     | 0      | 0     | 44:12         | + 32  | 6                |
| 2. | Griechenland | 2      | 2     | 0      | 0     | 12:44         | − 32  | 2                |

| 14. Mai 2006 | Griechenland | 12 : 17 | Finnland | Stavros-Mavrothalassitis-Stadion, Athen |
| 14. Mai 2006 |              |         |          | Stavros-Mavrothalassitis-Stadion, Athen |

| 28. Mai 2006 | Finnland | 27 : 0 | Griechenland | Myllypuro-Sportpark, Helsinki |
| 28. Mai 2006 |          |        |              | Myllypuro-Sportpark, Helsinki |